# Kerbach
Kerbach è un comune francese di 1 217 abitanti situato nel dipartimento della Mosella nella regione del Grand Est.

## Società

### Evoluzione demografica
Abitanti censiti